# 이라크 증권거래소
이라크 증권거래소(ISX, 아랍어: سوق العراق للأوراق المالية)은 이라크 바그다드에 소재한 증권거래소이다.

## 같이 보기
- 이라크의 경제